# هریهواری سخنیوک
هریهواری سخنیوک (انگلیسی: Hryhoriy Sakhnyuk؛ زادهٔ ۱۱ ژانویهٔ ۱۹۸۷) بازیکن فوتبال اهل اوکراین است.
از باشگاه‌هایی که در آن بازی کرده‌است می‌توان به باشگاه فوتبال کریفباس کریفیی ریه و باشگاه فوتبال اوبولون-برووار کیف اشاره کرد.
وی همچنین در تیم ملی فوتبال زیر ۲۱ سال اوکراین بازی کرده‌است.